# Raionul Alcevsk, Luhansk
Alcevsk (în ucraineană Алчевський район, transliterat: Alcevskîi raion) este un raion în regiunea Luhansk, Ucraina. Are reședința la Alcevsk.
Are o suprafață de 2.006,1 km². Populația este de 442.800 locuitori, determinată în 2020.